# Serravalle Langhe
Serravalle Langhe es un municipio italiano situado en la provincia de Cuneo, en Piamonte. Tiene una población estimada, a fines de abril de 2023, de 318 habitantes. Está ubicado en el norte de Italia, en un valle de terreno irregular al pie de los Alpes.

## Evolución demográfica
| Gráfica de evolución demográfica de Serravalle Langhe entre 1861 y 2023 |
|                                                                         |
| Fuente: ISTAT - Elaboración gráfica de Wikipedia                        |